# Eothenomys proditor
Eothenomys proditor é uma espécie de roedor da família Cricetidae.
Apenas pode ser encontrada na China.